# Jüdischer Friedhof (Katzenfurt)

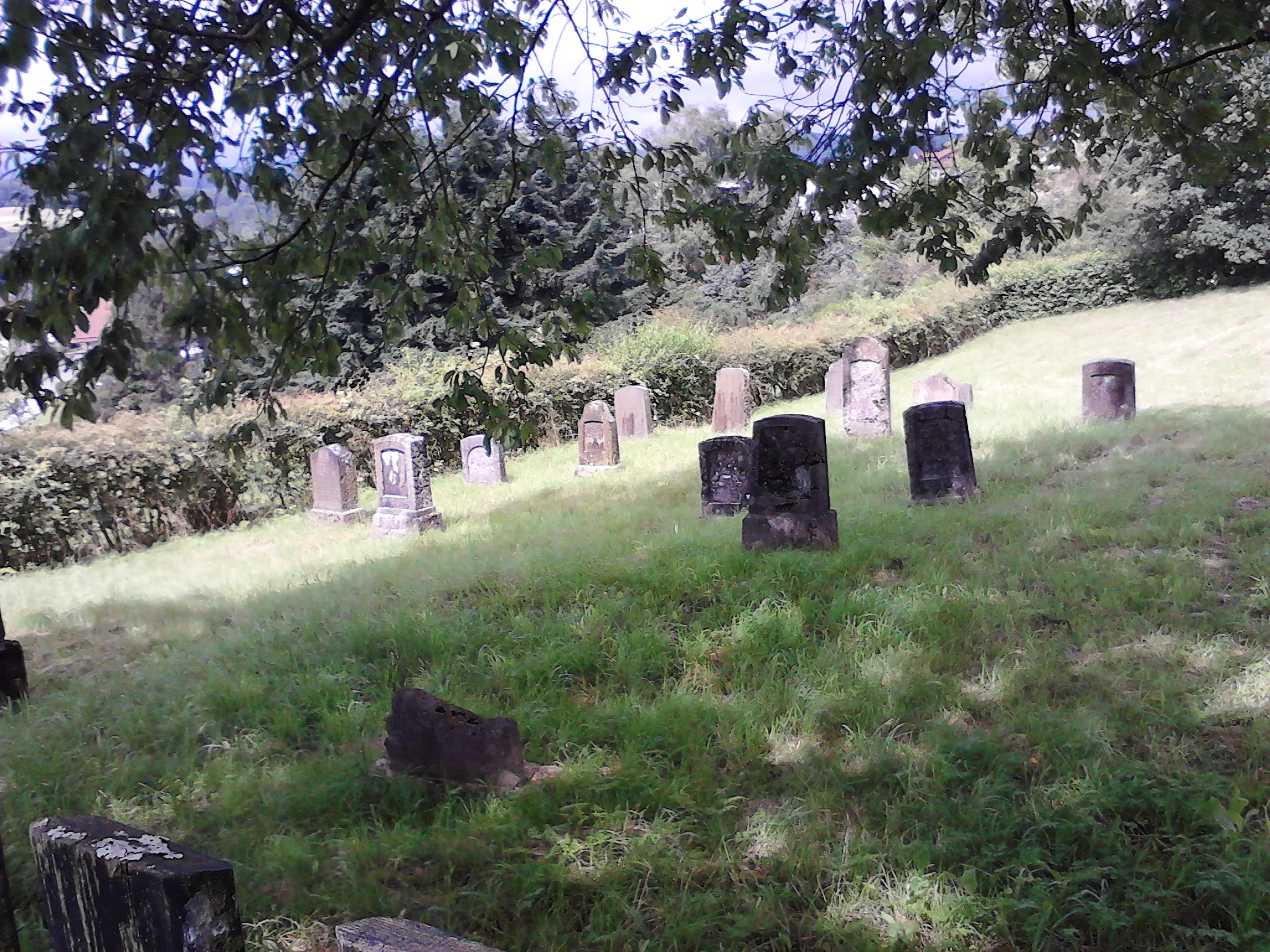
Jüdischer Friedhof in Katzenfurt

Der Jüdische Friedhof in Katzenfurt, einem Ortsteil der Gemeinde Ehringshausen im mittelhessischen Lahn-Dill-Kreis, wurde vermutlich Ende des 19. Jahrhunderts angelegt. Der jüdische Friedhof mit einer Fläche von 15,88 Ar befindet sich etwa 300 Meter nördlich des kommunalen Friedhofes an der verlängerten Kirchstraße.
Ein Großteil der Inschriften auf den Grabsteinen ist unlesbar.